# 31836 Poshedly
31836 Poshedly è un asteroide della fascia principale. Scoperto nel 2000, presenta un'orbita caratterizzata da un semiasse maggiore pari a 2,2361648 au e da un'eccentricità di 0,1512763, inclinata di 5,47136° rispetto all'eclittica.